# Sajjan Kumar
Sajjan Kumar (Hindi सज्जन कुमार; * 23. September 1945 in Delhi) ist ein ehemaliger indischer Politiker, der durch seine Verwicklung in die Anti-Sikh-Pogrome in Indien 1984 bekannt wurde. Er war Mitglied der Kongresspartei (INC) und diente als Abgeordneter im Lok Sabha, dem Unterhaus des indischen Parlaments, für den Wahlkreis Outer Delhi. Seine politische Karriere wurde jedoch durch die Anschuldigungen und seine spätere Verurteilung wegen Anstiftung und Beihilfe zu den Unruhen überschattet.

## Frühes Leben und Bildung
Sajjan Kumar wurde am 23. September 1945 in Delhi, Indien, als Sohn der Kongressabgeordneten Raghunath Singh und Mee Kaur geboren und wuchs dort in bescheidenen Verhältnissen im Jatwada und später im Prasad Nagar, Karol Bagh, auf. Über seine frühe Bildung und sein persönliches Leben vor seiner politischen Karriere ist wenig bekannt. Er trat in die Politik ein und wurde in den späten 1970er-Jahren als Mitglied der Kongresspartei (INC) aktiv.

## Politische Karriere
Kumar begann 1977 seine politische Laufbahn als Stadtrat in Delhi unter der Schirmherrschaft des prominenten Unabhängigkeitsaktivisten und Kommunisten Guru Radha Kishan. Er wurde später zum Generalsekretär des Pradesh Congress Committee (PCC) ernannt. Während seiner politischen Karriere wurde er insgesamt dreimal als Abgeordneter in das Lok Sabha gewählt, wobei seine Amtszeiten von 1980 bis 1984, von 1991 bis 1996 und von 2004 bis 2009 dauerten.
Als Politiker setzte sich Kumar für verschiedene soziale Anliegen ein, darunter die finanzielle Unterstützung für Hochzeiten von Töchtern verwitweter und armer Frauen, die Rehabilitation der Bewohner von Jhuggi-Jhopri-Kolonien (JJ), die Unterstützung von Menschen mit Behinderungen und die aktive Teilnahme an Bewegungen zur Abschaffung der Unberührbarkeit.

## Verwicklung in die Anti-Sikh-Pogrome in Indien 1984

### Hintergrund
Die Anti-Sikh-Pogrome in Indien 1984 waren eine Reihe von Angriffen gegen Sikhs in Indien, die auf die Ermordung der damaligen Premierministerin Indira Gandhi durch zwei ihrer Sikh-Leibwächter folgten. Dies war eine direkte Reaktion auf Gandhis Entscheidung, die Operation Blue Star durchzuführen, bei der das Heiligtum der Sikhs, der Goldene Tempel in Amritsar, gestürmt wurde, um Sikh-Separatisten zu vertreiben, die mehr Rechte und Autonomie für Punjab forderten.
Sajjan Kumar wurde beschuldigt, eine Schlüsselrolle bei der Anstiftung und Unterstützung der Unruhen in Delhi gespielt zu haben. Er wurde beschuldigt, Mobs bestochen und angestiftet zu haben, Sikhs zu töten, und wurde von Überlebenden der Unruhen direkt dem Sikh-Genozid beschuldigt. Auch Polizei und Sicherheitskräfte kollaborierten mit den Angreifern.

### Untersuchungen und Verurteilung
Die Verwicklung von Kumar und anderen Politikern der Kongresspartei (INC) in die Pogrome hat das Verhältnis zwischen der Sikh-Gemeinschaft und der Kongresspartei nachhaltig beschädigt und die Forderungen nach Gerechtigkeit und Aufarbeitung der Ereignisse verstärkt. Nach langjährigen Untersuchungen, Gerichtsverfahren und Freisprüchen wurde Kumar am 17. Dezember 2018 vom Delhi High Court wegen seiner Rolle in den Unruhen zu lebenslanger Haft verurteilt. Das Gericht befand ihn der „kriminellen Verschwörung, Förderung von Feindseligkeit und Handlungen gegen die kommunale Harmonie“ für schuldig. Diese Verurteilung wurde als bedeutender Schritt in Richtung Gerechtigkeit für die Opfer der Unruhen angesehen.

### Spätere Entwicklungen
Nach seiner Verurteilung trat Sajjan Kumar von seiner Mitgliedschaft in der Kongresspartei (INC) zurück und legte alle politischen Ämter nieder. Er legte Berufung beim Obersten Gericht Indiens ein, um gegen das Urteil des Delhi High Court anzugehen.
Im September 2023 wurde Kumar in einem separaten Fall im Zusammenhang mit den Unruhen von 1984 freigesprochen, was zu gemischten Reaktionen in der Öffentlichkeit und bei den Opferfamilien führte. Trotz dieses Freispruchs bleibt Kumar aufgrund seiner vorherigen Verurteilung im Zusammenhang mit den Unruhen in Haft.

## Persönliches
Sajjan Kumar gehört zur Kaste der Jatis und ist mit der Kongressabgeordneten Ram Kaur verheiratet. Zusammen haben sie einen Sohn, den Kongressabgeordneten Jap Parvesh und zwei Töchter. Seine Eltern, sein Bruder Ramesh Kumar und weitere Familienmitglieder sind ebenfalls Kongressabgeordnete.